# Superprestige 2012-2013
Navigation
2011-2012 2013-2014
Le Superprestige 2012-2013 est la 31e édition du Superprestige, compétition qui se déroule entre le 7 octobre 2012 et le 16 février 2013 et composée de huit manches pour les élites hommes, élites femmes, espoirs et juniors ayant lieu en Belgique et aux Pays-Bas. Toutes les épreuves font partie du calendrier de la saison de cyclo-cross masculine et féminine 2012-2013.

## Barème
Les 15 premiers de chaque course marquent des points pour le classement général suivant le tableau suivant :
| Position           | 1er | 2e | 3e | 4e | 5e | 6e | 7e | 8e | 9e | 10e | 11e | 12e | 13e | 14e | 15e |
| Classement général | 15  | 14 | 13 | 12 | 11 | 10 | 9  | 8  | 7  | 6   | 5   | 4   | 3   | 2   | 1   |

## Hommes élites

### Résultats
| # | Date        | Lieu                                       | Vainqueur        | Deuxième         | Troisième         | Leader du classement général |
| - | ----------- | ------------------------------------------ | ---------------- | ---------------- | ----------------- | ---------------------------- |
| 1 | 7 octobre   | Ruddervoorde (Cyclo-cross de Ruddervoorde) | Sven Nys         | Niels Albert     | Kevin Pauwels     | Sven Nys                     |
| 2 | 4 novembre  | Zonhoven (Cyclo-cross de Zonhoven)         | Sven Nys         | Niels Albert     | Bart Aernouts     | Sven Nys                     |
| 3 | 11 novembre | Hamme-Zogge (Bollekescross)                | Sven Nys         | Niels Albert     | Lars van der Haar | Sven Nys                     |
| 4 | 18 novembre | Gavere (Cyclo-cross d'Asper-Gavere)        | Sven Nys         | Klaas Vantornout | Bart Wellens      | Sven Nys                     |
| 5 | 25 novembre | Gieten (Cyclo-cross de Gieten)             | Klaas Vantornout | Sven Nys         | Kevin Pauwels     | Sven Nys                     |
| 6 | 30 décembre | Diegem (Cyclo-cross de Diegem)             | Niels Albert     | Kevin Pauwels    | Zdeněk Štybar     | Sven Nys                     |
| 7 | 10 février  | Hoogstraten (Vlaamse Aardbeiencross)       | Sven Nys         | Klaas Vantornout | Kevin Pauwels     | Sven Nys                     |
| 8 | 16 février  | Middelkerke (Noordzeecross)                | Klaas Vantornout | Niels Albert     | Tom Meeusen       | Sven Nys                     |

### Classement général
| Pos | Coureur           | Points |
| --- | ----------------- | ------ |
| 1   | Sven Nys          | 109    |
| 2   | Niels Albert      | 102    |
| 3   | Klaas Vantornout  | 99     |
| 4   | Kevin Pauwels     | 90     |
| 5   | Rob Peeters       | 75     |
| 6   | Bart Aernouts     | 73     |
| 7   | Bart Wellens      | 52     |
| 8   | Lars van der Haar | 49     |
| 9   | Marcel Meisen     | 35     |
| 10  | Tom Meeusen       | 33     |

## Femmes élites

### Résultats
| # | Date        | Lieu                                       | Vainqueur         | Deuxième          | Troisième             | Leader du classement général |
| - | ----------- | ------------------------------------------ | ----------------- | ----------------- | --------------------- | ---------------------------- |
| 1 | 7 octobre   | Ruddervoorde (Cyclo-cross de Ruddervoorde) | Nikki Harris      | Sophie de Boer    | Sanne Cant            | Nikki Harris                 |
| 2 | 4 novembre  | Zonhoven (Cyclo-cross de Zonhoven)         | Sanne Cant        | Hanka Kupfernagel | Sabrina Stultiens     | Sanne Cant                   |
| 3 | 11 novembre | Hamme-Zogge (Bollekescross)                | Sanne van Paassen | Pavla Havlíková   | Sanne Cant            | Sanne Cant                   |
| 4 | 18 novembre | Gavere (Cyclo-cross d'Asper-Gavere)        | Nikki Harris      | Sanne van Paassen | Sanne Cant            | Sanne Cant                   |
| 5 | 25 novembre | Gieten (Cyclo-cross de Gieten)             | Helen Wyman       | Marianne Vos      | Sanne Cant            | Sanne Cant                   |
| 6 | 30 décembre | Diegem (Cyclo-cross de Diegem)             | Kateřina Nash     | Sanne Cant        | Lucie Chainel-Lefèvre | Sanne Cant                   |
| 7 | 10 février  | Hoogstraten (Vlaamse Aardbeiencross)       | Sanne Cant        | Ellen Van Loy     | Sabrina Stultiens     | Sanne Cant                   |
| 8 | 16 février  | Middelkerke (Noordzeecross)                | Sanne Cant        | Helen Wyman       | Ellen Van Loy         | Sanne Cant                   |

### Classement général (non officiel)
| Pos | Coureur                | Points |
| --- | ---------------------- | ------ |
| 1   | Sanne Cant             | 111    |
| 2   | Ellen Van Loy          | 81     |
| 3   | Sabrina Stultiens      | 70     |
| 4   | Joyce Vanderbeken      | 62     |
| 5   | Amy Dombroski          | 53     |
| 6   | Sanne van Paassen      | 53     |
| 7   | Pavla Havlíková        | 44     |
| 8   | Nikki Harris           | 42     |
| 9   | Reza Hormes-Ravenstijn | 33     |
| 10  | Helen Wyman            | 29     |

## Hommes espoirs

### Résultats
| # | Date        | Lieu                                       | Vainqueur              | Deuxième           | Troisième          | Leader du classement général |
| - | ----------- | ------------------------------------------ | ---------------------- | ------------------ | ------------------ | ---------------------------- |
| 1 | 7 octobre   | Ruddervoorde (Cyclo-cross de Ruddervoorde) | Mike Teunissen         | Jens Adams         | Gianni Vermeersch  | Mike Teunissen               |
| 2 | 4 novembre  | Zonhoven (Cyclo-cross de Zonhoven)         | Wout van Aert          | Jens Adams         | David van der Poel | Jens Adams                   |
| 3 | 11 novembre | Hamme-Zogge (Bollekescross)                | David van der Poel     | Mike Teunissen     | Tim Merlier        | Mike Teunissen               |
| 4 | 18 novembre | Gavere (Cyclo-cross d'Asper-Gavere)        | Wout van Aert          | Jens Adams         | Corné van Kessel   | Wout van Aert / Jens Adams   |
| 5 | 25 novembre | Gieten (Cyclo-cross de Gieten)             | Wout van Aert          | Jens Adams         | Wietse Bosmans     | Wout van Aert                |
| 6 | 30 décembre | Diegem (Cyclo-cross de Diegem)             | Mike Teunissen         | David van der Poel | Wout van Aert      | Wout van Aert                |
| 7 | 10 février  | Hoogstraten (Vlaamse Aardbeiencross)       | Wietse Bosmans         | Gianni Vermeersch  | Toon Aerts         | Wout van Aert                |
| 8 | 16 février  | Middelkerke (Noordzeecross)                | Michael Vanthourenhout | Wout van Aert      | Wietse Bosmans     | Wout van Aert                |

### Classement général
| Pos | Coureur            | Points |
| --- | ------------------ | ------ |
| 1   | Wout van Aert      | 94     |
| 2   | Jens Adams         | 84     |
| 3   | Gianni Vermeersch  | 79     |
| 4   | Wietse Bosmans     | 73     |
| 5   | Mike Teunissen     | 65     |
| 6   | Toon Aerts         | 54     |
| 7   | Corné van Kessel   | 53     |
| 8   | David van der Poel | 52     |
| 9   | Tim Merlier        | 52     |
| 10  | Emiel Dolfsma      | 36     |

## Hommes juniors

### Résultats
| # | Date        | Lieu                                       | Vainqueur            | Deuxième        | Troisième       | Leader du classement général |
| - | ----------- | ------------------------------------------ | -------------------- | --------------- | --------------- | ---------------------------- |
| 1 | 7 octobre   | Ruddervoorde (Cyclo-cross de Ruddervoorde) | Mathieu van der Poel | Quinten Hermans | Nicolas Cleppe  | Mathieu van der Poel         |
| 2 | 4 novembre  | Zonhoven (Cyclo-cross de Zonhoven)         | Mathieu van der Poel | Quinten Hermans | Martijn Budding | Mathieu van der Poel         |
| 3 | 11 novembre | Hamme-Zogge (Bollekescross)                | Mathieu van der Poel | Quinten Hermans | Ben Boets       | Mathieu van der Poel         |
| 4 | 18 novembre | Gavere (Cyclo-cross d'Asper-Gavere)        | Mathieu van der Poel | Quinten Hermans | Martijn Budding | Mathieu van der Poel         |
| 5 | 25 novembre | Gieten (Cyclo-cross de Gieten)             | Mathieu van der Poel | Quinten Hermans | Karel Pokorný   | Mathieu van der Poel         |
| 6 | 30 décembre | Diegem (Cyclo-cross de Diegem)             | Mathieu van der Poel | Logan Owen      | Quinten Hermans | Mathieu van der Poel         |
| 7 | 10 février  | Hoogstraten (Vlaamse Aardbeiencross)       | Mathieu van der Poel | Martijn Budding | Thijs Aerts     | Mathieu van der Poel         |
| 8 | 16 février  | Middelkerke (Noordzeecross)                | Mathieu van der Poel | Yannick Peeters | Jonas Degroote  | Mathieu van der Poel         |

### Classement général
| Pos | Coureur              | Points |
| --- | -------------------- | ------ |
| 1   | Mathieu van der Poel | 105    |
| 2   | Quinten Hermans      | 88     |
| 3   | Martijn Budding      | 85     |
| 4   | Ben Boets            | 81     |
| 5   | Nicolas Cleppe       | 71     |
| 6   | Jonas Degroote       | 70     |
| 7   | Kobe Goossens        | 49     |
| 8   | Richard Jansen       | 45     |
| 9   | Ward Van Laer        | 42     |
| 10  | Yannick Peeters      | 36     |